# Barekamavan
Barekamavan là một đô thị thuộc tỉnh Tavush, Armenia. Dân số ước tính năm 2011 là 383 người.